# Li Yuanhao
Li Yuanhao (李元昊; ur. 1003, zm. 1048) – przywódca Tangutów, pierwszy władca państwa Xixia. 
W 1030 roku zdobył należące do Ujgurów miasto Dunhuang. W tym samym roku zorganizował także wyprawę przeciwko Hosrajowi, potomkowi dawnych królów tybetańskich; zakończyła się ona jednak porażką. 
W 1038 roku ogłosił się "Synem Nieba" (tytuł cesarski) przybierając imię Jingzong (景宗) i nazwał swoje królestwo Zachodnim Xia, co spowodowało zatarg z Chinami. W 1044 roku po wojnie z Chinami dynastii Song zrzekł się tytułu cesarskiego w zamian za coroczną daninę. Został zamordowany w 1048 roku przez własnego syna, któremu uwiódł narzeczoną.
W celu obrony swoich poddanych (pochodzenia tybetańsko-birmańskiego) przed sinizacją nakazał wprowadzić szereg zmian mających odróżnić Tangutów od Chińczyków, należały do nich, m.in. wprowadzenie odrębnego pisma, nakaz golenia głów (Chińczycy nosili wówczas długie włosy), noszenie odmiennych strojów. Władca odrzucił także chińskie nazwisko i przyjął tanguckie imię. Pismo tanguckie zostało opracowane na rozkaz władcy w roku 1037 i, pomimo estetycznego podobieństwa do pisma chińskiego, jest od niego całkowicie odmienne w konstrukcji.
Okres rządów Jingzonga był okresem największego rozwoju potęgi militarnej, władca liczącego ok. 3 miliony ludzi państwa utrzymywał półmilionową armię, zdolną do wojny także z Chinami. Państwo tanguckie kontrolowało jeden z odcinków jedwabnego szlaku.